# Medaglia Davy
A partire dal 1877, la medaglia Davy è un riconoscimento scientifico rilasciato ogni anno dalla Royal Society (Accademia delle scienze britannica). È una medaglia di bronzo con l'effigie di Sir Humphry Davy ed è assegnata agli scienziati che si sono distinti con particolari ricerche nel settore della chimica. Viene assegnato anche un premio in denaro attualmente di 1.000 sterline.

## Lista dei premiati

### Dal 1877 al 1899
- 1877: Robert Wilhelm Bunsen e Gustav Robert Kirchhoff
- 1878: Louis Paul Cailletet e Raoul Pictet
- 1879: Paul Émile Lecoq de Boisbaudran
- 1880: Charles Friedel
- 1881: Adolf von Baeyer
- 1882: Dmitrij Ivanovič Mendeleev e Julius Lothar Meyer
- 1883: Marcellin Berthelot e Julius Thomsen
- 1884: Adolph Wilhelm Hermann Kolbe
- 1885: Jean Servais Stas
- 1886: Jean Charles Galissard de Marignac
- 1887: John Newlands
- 1888: William Crookes
- 1889: William Henry Perkin
- 1890: Hermann Emil Fischer
- 1891: Viktor Meyer
- 1892: François-Marie Raoult
- 1893: Jacobus Henricus van 't Hoff e Joseph Achille Le Bel
- 1894: Per Teodor Cleve
- 1895: William Ramsay
- 1896: Henri Moissan
- 1897: John Hall Gladstone
- 1898: Johannes Wislicenus
- 1899: Edward Schunck

### Dal 1900 al 1949
- 1900: Guglielmo Korner
- 1901: George Downing Living
- 1902: Svante August Arrhenius
- 1903: Pierre Curie e Marie Curie
- 1904: William Henry Perkin, Jr.
- 1905: Albert Ladenburg
- 1906: Rudolph Fittig
- 1907: Edward Williams Morley
- 1908: William A Tilden
- 1909: James Dewar
- 1910: Theodore William Richards
- 1911: Henry Edward Armstrong
- 1912: Otto Wallach
- 1913: Raphael Meldola
- 1914: William Jackson Pope
- 1915: Paul Sabatier
- 1916: Henri Le Châtelier
- 1917: Albin Haller
- 1918: F Stanley Kipping
- 1919: Percy Frankland
- 1920: Charles T Heycock
- 1921: Philippe A. Guye
- 1922: Jocelyn Field Thorpe
- 1923: Herbert Brereton Baker
- 1924: Arthur George Perkin
- 1925: James Colquhoun Irvine
- 1926: James Walker
- 1927: Arthur Amos Noyes
- 1928: Frederick George Donnan
- 1929: Gilbert Newton Lewis
- 1930: Robert Robinson
- 1931: Arthur Lapworth
- 1932: Richard Willstätter
- 1933: William Hobson Mills
- 1934: Walter Norman Haworth
- 1935: Arthur Harden
- 1936: William Arthur Bone
- 1937: Hans Fischer
- 1938: George Barger
- 1939: James William McBain
- 1940: Harold Clayton Urey
- 1941: Henry Drysdale Dakin
- 1942: Cyril Norman Hinshelwood
- 1943: Ian Morris Heilbron
- 1944: Robert Robertson
- 1945: Roger Adams
- 1946: Christopher Kelk Ingold
- 1947: Linus Carl Pauling
- 1948: Edmund Langley Hirst
- 1949: Alexander Robertus Todd

### Dal 1950 al 1999
- 1950: John Simonsen
- 1951: Eric Rideal
- 1952: Alexander Robertson
- 1953: John Lennard-Jones
- 1954: James Wilfred Cook
- 1955: Harry Work Melville
- 1956: Robert Downs Haworth
- 1957: Kathleen Lonsdale
- 1958: Ronald George Wreyford Norrish
- 1959: Robert Burns Woodward
- 1960: John Monteath Robertson
- 1961: Derek Harold Richard Barton
- 1962: Harry Julius Emeléus
- 1963: Edmund John Bowen
- 1964: Melvin Calvin
- 1965: Harold Warris Thompson
- 1966: Ewart Jones
- 1967: Vladimir Prelog
- 1968: John Warcup Cornforth e George Joseph Popjak
- 1969: Frederick Sydney Dainton
- 1970: Charles Alfred Coulson
- 1971: George Porter
- 1972: Arthur John Birch
- 1973: John Stuart Anderson
- 1974: James Baddiley
- 1975: Theodore Morris Sugden
- 1976: Rex Edward Richards
- 1977: Alan Rushton Battersby
- 1978: Albert Eschenmoser
- 1979: Joseph Chatt
- 1980: Alan Woodworth Johnson
- 1981: Ralph Alexander Raphael
- 1982: Michael James Steuart Dewar
- 1983: Duilio Arigoni
- 1984: Samuel Frederick Edwards
- 1985: Jack Lewis
- 1986: AG Ogston
- 1987: Alec John Jeffreys
- 1988: John Pople
- 1989: Francis Gordon Albert Stone
- 1990: Keith Usherwood Ingold
- 1991: JR Knowles
- 1992: A Carrington
- 1993: Jack E. Baldwin
- 1994: John Meurig Thomas
- 1995: MLH Green
- 1996: Geoffrey Wilkinson
- 1997: Jean-Marie Lehn
- 1998: Alan Roy Fersht
- 1999: Malcolm Harold Chisholm

### Dal 2000 ad oggi
- 2000: Steven Victor Ley
- 2001: Alastair Ian Scott
- 2002: Neil Bartlett
- 2003: Roger Parsons
- 2004: Takeshi Oka
- 2005: Christopher Dobson
- 2006: Martin Pope
- 2007: John Simons
- 2008: Fraser Stoddart
- 2009: Jeremy Sanders
- 2010: Carol Vivien Robinson
- 2011: Ahmed Zewail
- 2012:	Fraser Armstrong
- 2013:	Graham Hutchings
- 2014: Clare Grey
- 2015: Gideon Davies
- 2016: Stephen Mann
- 2017: Matthew Rosseinsky
- 2018: John A. Pyle
- 2019: Varinder Aggarwal
- 2020: Benjamin Davis
- 2021: Malcolm Levitt
- 2022: Peter Sadler